# Clematis rufa
Clematis rufa är en ranunkelväxtart som beskrevs av Joseph Nelson Rose. Clematis rufa ingår i släktet klematisar, och familjen ranunkelväxter. Inga underarter finns listade i Catalogue of Life.